# 黑胸歌鸲
黑胸歌鸲（学名：Calliope pectoralis）为鶲科歌鸲属的鸟类，俗名西藏红点颏。分布于巴基斯坦、印度、喜马拉雅山脉各国以至缅甸北部以及中国大陆的新疆、甘肃、青海、四川、西藏、云南等地，多栖息于海拔3000米以上的山林灌丛间。该物种的模式产地在喜马拉雅山脉。

## 亚种
- 黑胸歌鸲新疆亚种（学名：Calliope pectoralis bailloni）。在中国大陆，分布于新疆阿富汗等地。该物种的模式产地在天山。[2]
- 黑胸歌鸲藏南亚种（学名：Calliope pectoralis confusa）。分布于尼泊尔、印度、锡金、不丹以及中国大陆的西藏等地。该物种的模式产地在锡金和不丹。[3]